# محمد الباجي حمدة
محمد الباجي حمدة ولد بتونس العاصمة في 26 ماي 1934  في عائلة تتركب من خمسة أبناء هو أصغرهم . أحرز على دبلوم المدرسة العليا للدراسات السياسية بباريس. عين نائبا لمحافظ للبنك المركزي التونسي في 9 جانفي 1988  ثم عين محافظا في عام 1990 خلفا لإسماعيل خليل وهو الثاني من حيث طول مدته بعد الهادي نويرة حيث استمر إلى عام 2001